# Narcís Comadira
Narcís Comadira i Moragriega né le 22 janvier 1942 à Gérone est un écrivain, peintre, et universitaire espagnol d'expression catalane spécialiste du noucentisme,. Poète prolifique, il compte parmi les hommes de lettres d'expression catalane les plus importants depuis la fin du régime de Franco,. Membre du Grup poètic de Girona (en français : Groupe poétique de Gérone) et influencé par l’œuvre de Gabriel Ferrater il rompt dans les années 1960 et 1970 avec le courant du réalisme social en vogue chez les auteurs catalans à cette époque pour développer un style porté sur l'intériorité de l'individu ainsi que sur les possibilités du langage dans le domaine poétique.     

## Biographie
Narcís Comadira commence ses études en sciences humaines dans les années 1960 au séminaire du monastère de Montserrat dans le but d’accéder à la prêtrise. Il les abandonne rapidement pour se consacrer à l'étude de la philologie romane à l'Université de Barcelone où il obtient une licence d'histoire de l'art au début des années 1970,. De 1971 à 1973, sous l'impulsion de son professeur José Manuel Blecua, il obtient un poste de lecteur d'espagnol au Queen Mary University de Londres, ce qui lui permet d'affirmer un style ainsi qu'une identité catalane plus libre, loin de la répression franquiste ainsi que de s'initier à la traduction.
De retour à Barcelone dans la deuxième moitié des années 1970, il redécouvre un pays en plein processus de transition démocratique et frappé de plein fouet par le premier choc pétrolier. Ces évènements, ainsi que la découverte de la culture hippie lors de son séjour londonien vont participer à construire sa volonté de faire émerger un style poétique contre-culturel propre aux réalités catalane.   
Il s'initie à la fin des années 1980 à l'écriture théâtrale et publie trois pièces dans le cadre d'un appel du centre d'art dramatique de la généralité de Catalogne.   
En 2015, il apparaît sur deux listes électorales, pour les élections municipales au sein de la liste du parti indépendantiste d'extrême-gauche Candidature d'Unité Populaire (CUP) de la ville de Gérone, ainsi que sur la liste du même parti pour les élections au Parlement de Catalogne toujours dans la circonscription de Gérone,. Son parti obtient respectivement 6,68 % et 8,21 % ce qui ne permet pas au poète de prétendre à un mandat. 

## Œuvres

### Prose
- Girona. Matèria i memòria, Empúries, 1989.
- Gerona, Destino, 1990.
- Girona: retrat sentimental d'una ciutat, Edicions 62, 1998.

### Poésie
- La febre freda, dins 5 poetes de Girona, Carles Pla Dalmau, 1966.
- Papers privats, Eler, 1969.
- Amich de plor, Impr. Montserrat, 1970.
- Un passeig pels bulevards ardents, Revista Els Marges, 1974.
- Les ciutats, Vosgos, 1976.
- Desdesig, Edicions 62, 1976.
- El verd jardí, Vosgos, 1976.
- Terra natal, La Gaia Ciència, 1978.
- Àlbum de família, Quaderns Crema, 1980. (2ª ed., 2001)
- La llibertat i el terror. Poesia 1970-1980, Edicions 62, 1981.
- Rèquiem, Aubert impr, 1984.
- Enigma, Edicions 62, 1985. (2ª ed., 2001). Prix Serra d'Or de poésie 1986[12].
- En quarantena, Empúries, 1990. (traduit en français, En quarantaine, L'Amandier, 2005). Prix de la Critique de poésie catalane 1990, prix Lletra d'Or 1990, prix de la ville de Barcelone, mention poésie 1990[12].
- Usdefruit, Empúries, 1995. (traduit en français, Usufruit, L'Amandier, 2005)
- Poemes, Universitat de les Illes Balears, 1998.
- Recull de poemes i serigrafies, Col·legi de Doctors i Llicenciats, 1999.
- Lírica lleugera, Edicions 62 - Empúries, 2000.
- L'art de la fuga, Edicions 62 - Empúries, 2002.
- Formes de l'ombra. Poesies 1966 - 2002, Edicions 62 - Empúries, 2003.
- Llast, Edicions 62, 2007.
- Lent, Edicions 62, 2012.

- Manera negra, Edicions 62, 2018.

### Théâtre
- La vida perdudable: un dinar. Neva : un te, Lumen, 1992. (traduit en français, La vie éternelle : Un repas de famille, L'Amandier, 2005)Prix Serra d'Or de théâtre 1992.
- L'hora dels adéus, Lumen, 1996.
- El dia dels morts. Un oratori per a Josep Pla, Edicions 62, 1997.